# Karl Adametz
Karl Adametz (16. února 1828 Ganiowice – 3. července 1905 Vídeň) byl rakouský politik německé národnosti, v 2. polovině 19. století poslanec Říšské rady z Dolních Rakous.

## Biografie
Profesí byl statkářem ve Vídni.
Narodil se v obci Ganiowice (německy Ganiowitz) v tehdejším Pruském Slezsku, dnes Polsko. Vystudoval gymnázium a pak ještě získal zemědělské vzdělání. V roce 1851 se usadil v Rakousku. Byl dlouholetým předsedou okresního zemědělského spolku v Kirchschlagu a po dvanáct let i členem výboru c. k. zemědělské společnosti ve Vídni. Byl členem okresní školní rady v Neunkirchenu. Byl aktivní i politicky. Od roku 1870 zasedal jako poslanec Dolnorakouského zemského sněmu. Mandát obhájil v roce 1871. Poslancem byl do roku 1877. Na sněm se vrátil roku 1884 a zasedal zde do roku 1890. Od roku 1887 do roku 1890 byl též členem zemského výboru. Zastupoval německé liberály.
Působil i jako poslanec Říšské rady (celostátního parlamentu Předlitavska), kam usedl ve volbách roku 1885 za kurii venkovských obcí v Dolních Rakousích, obvod Neustadt, Baden atd. Ve volebním období 1885–1891 se uvádí jako Karl Adametz, statkář, bytem Vídeň.
Na Říšské radě patřil po volbách roku 1885 do poslaneckého klubu Sjednocené levice, do kterého se spojilo několik ústavověrných proudů. Po jeho rozpadu přešel do poslanecké frakce Deutschösterreichischer Club (Německorakouský klub). V roce 1890 se uvádí jako poslanec obnoveného klubu německých liberálů, nyní oficiálně nazývaného Sjednocená německá levice.